# ماگدالنا (نیومکزیکو)
ماگدالنا (به انگلیسی: Magdalena) یک روستا در ایالات متحده آمریکا است که در شهرستان ساکورو، نیومکزیکو واقع شده‌است. ماگدالنا ۱۶٫۱ کیلومتر مربع مساحت و ۹۳۸ نفر جمعیت دارد و ۲٬۰۰۳ متر بالاتر از سطح دریا واقع شده‌است.

## خواهرخوانده
شهرستان سن پدرو د آتاکاما خواهرخواندهٔ ماگدالنا، نیومکزیکو هست.